# Liste der Lieder von Ich + Ich
Dies ist eine Liste der Lieder des deutschen Pop-Duos Ich + Ich.
Aufgelistet sind alle Lieder der Alben 	Ich + Ich (2005), Vom selben Stern (2007) und Gute Reise (2009). Des Weiteren befinden sich alle Non Album Tracks und Cover in dieser Liste.
Die Reihenfolge der Titel ist alphabetisch sortiert. Sie gibt Auskunft über die Urheber.

## A
| # | Titel          | Autoren       | Album      | Jahr |
| - | -------------- | ------------- | ---------- | ---- |
| 1 | Alleine tanzen | Annette Humpe | Gute Reise | 2009 |

## B
| # | Titel  | Autoren       | Album            | Jahr |
| - | ------ | ------------- | ---------------- | ---- |
| 1 | Brücke | Annette Humpe | Vom selben Stern | 2007 |

## D
| # | Titel                                          | Autoren                                                        | Album            | Jahr |
| - | ---------------------------------------------- | -------------------------------------------------------------- | ---------------- | ---- |
| 1 | Dämonen                                        | Annette Humpe                                                  | Vom selben Stern | 2007 |
| 2 | Danke                                          | Annette Humpe                                                  | Gute Reise       | 2009 |
| 3 | Der Wind                                       | Annette Humpe, Adel Tawil, Florian Fischer, Sebastian Kirchner | Ich + Ich        | 2005 |
| 4 | Dienen erschien als Single                     | Annette Humpe                                                  | Ich + Ich        | 2005 |
| 5 | Die Lebenden und die Toten                     | Annette Humpe                                                  | Gute Reise       | 2009 |
| 6 | Du erinnerst mich an Liebe erschien als Single | Annette Humpe                                                  | Ich + Ich        | 2005 |

## E
| # | Titel                                | Autoren       | Album      | Jahr |
| - | ------------------------------------ | ------------- | ---------- | ---- |
| 1 | Einer von Zweien erschien als Single | Annette Humpe | Gute Reise | 2009 |
| 2 | Es tut mir leid                      | Annette Humpe | Gute Reise | 2009 |

## F
| # | Titel          | Autoren                                                        | Album     | Jahr |
| - | -------------- | -------------------------------------------------------------- | --------- | ---- |
| 1 | Felsen im Meer | Annette Humpe, Adel Tawil, Florian Fischer, Sebastian Kirchner | Ich + Ich | 2005 |
| 1 | Fenster        | Annette Humpe, Adel Tawil, Florian Fischer, Sebastian Kirchner | Ich + Ich | 2005 |

## G
| # | Titel                                        | Autoren                                                        | Album     | Jahr |
| - | -------------------------------------------- | -------------------------------------------------------------- | --------- | ---- |
| 1 | Geht’s dir schon besser? erschien als Single | Annette Humpe, Adel Tawil, Florian Fischer, Sebastian Kirchner | Ich + Ich | 2005 |

## H
| # | Titel                        | Autoren       | Album      | Jahr |
| - | ---------------------------- | ------------- | ---------- | ---- |
| 1 | Hallo Hallo                  | Annette Humpe | Gute Reise | 2009 |
| 2 | Hilf mir erschien als Single | Annette Humpe | Gute Reise | 2009 |

## I
| # | Titel                             | Autoren                                                        | Album            | Jahr |
| - | --------------------------------- | -------------------------------------------------------------- | ---------------- | ---- |
| 1 | Ich atme ein, ich atme aus        | Annette Humpe                                                  | Vom selben Stern | 2007 |
| 2 | Ich fürchte mich                  | Annette Humpe                                                  | Vom selben Stern | 2007 |
| 3 | Ich hab' gehört                   | Annette Humpe, Adel Tawil, Florian Fischer, Sebastian Kirchner | Ich + Ich        | 2005 |
| 4 | Ich und ich                       | Annette Humpe                                                  | Ich + Ich        | 2005 |
| 5 | Ich sehe was, was du nicht siehst | Annette Humpe, Adel Tawil, Florian Fischer, Sebastian Kirchner | Ich + Ich        | 2005 |

## J
| # | Titel | Autoren                                                        | Album            | Jahr |
| - | ----- | -------------------------------------------------------------- | ---------------- | ---- |
| 1 | Junk  | Annette Humpe, Adel Tawil, Florian Fischer, Sebastian Kirchner | Vom selben Stern | 2007 |

## M
| # | Titel              | Autoren                                                        | Album            | Jahr |
| - | ------------------ | -------------------------------------------------------------- | ---------------- | ---- |
| 1 | Mach dein Licht an | Annette Humpe, Adel Tawil, Florian Fischer, Sebastian Kirchner | Vom selben Stern | 2007 |

## N
| # | Titel                                         | Autoren                                                        | Album            | Jahr |
| - | --------------------------------------------- | -------------------------------------------------------------- | ---------------- | ---- |
| 1 | Nichts bringt mich runter erschien als Single | Annette Humpe, Adel Tawil, Florian Fischer, Sebastian Kirchner | Vom selben Stern | 2007 |

## P
| # | Titel                        | Autoren                      | Album      | Jahr |
| - | ---------------------------- | ---------------------------- | ---------- | ---- |
| 1 | Pflaster erschien als Single | Annette Humpe, Stephan Düfel | Gute Reise | 2009 |

## S
| # | Titel                                  | Autoren                                                        | Album            | Jahr |
| - | -------------------------------------- | -------------------------------------------------------------- | ---------------- | ---- |
| 1 | Schütze mich erschien als Single       | Annette Humpe                                                  | Vom selben Stern | 2007 |
| 2 | So soll es bleiben erschien als Single | Annette Humpe, Adel Tawil, Florian Fischer, Sebastian Kirchner | Vom selben Stern | 2007 |
| 3 | Stark erschien als Single              | Annette Humpe, Adel Tawil, Florian Fischer, Sebastian Kirchner | Vom selben Stern | 2007 |

## T
| # | Titel   | Autoren       | Album            | Jahr |
| - | ------- | ------------- | ---------------- | ---- |
| 1 | Trösten | Annette Humpe | Vom selben Stern | 2007 |

## U
| # | Titel                           | Autoren                                                        | Album      | Jahr |
| - | ------------------------------- | -------------------------------------------------------------- | ---------- | ---- |
| 1 | Umarme mich erschien als Single | Annette Humpe, Adel Tawil, Florian Fischer, Sebastian Kirchner | Ich + Ich  | 2005 |
| 2 | Universum erschien als Single   | Annette Humpe                                                  | Gute Reise | 2009 |

## V
| # | Titel                                | Autoren                                                        | Album            | Jahr |
| - | ------------------------------------ | -------------------------------------------------------------- | ---------------- | ---- |
| 1 | Vom selben Stern erschien als Single | Annette Humpe, Adel Tawil, Florian Fischer, Sebastian Kirchner | Vom selben Stern | 2007 |

## W
| # | Titel                                | Autoren       | Album            | Jahr |
| - | ------------------------------------ | ------------- | ---------------- | ---- |
| 1 | Was wär ich ohne Dich                | Annette Humpe | Gute Reise       | 2009 |
| 2 | Wenn ich tot bin erschien als Single | —             | Vom selben Stern | 2007 |
| 3 | Wie konnte das passieren             | Annette Humpe | Ich + Ich        | 2005 |
| 4 | Wo die Liebe hinfällt                | Annette Humpe | Ich + Ich        | 2005 |

## Y
| # | Titel                        | Autoren                                                                                       | Album      | Jahr |
| - | ---------------------------- | --------------------------------------------------------------------------------------------- | ---------- | ---- |
| 1 | Yasmine (mit Mohamed Mounir) | Annette Humpe, Adel Tawil, Florian Fischer, Sebastian Kirchner, Magudi Naguib, Mohamed Mounir | Gute Reise | 2009 |